# Corgi reali

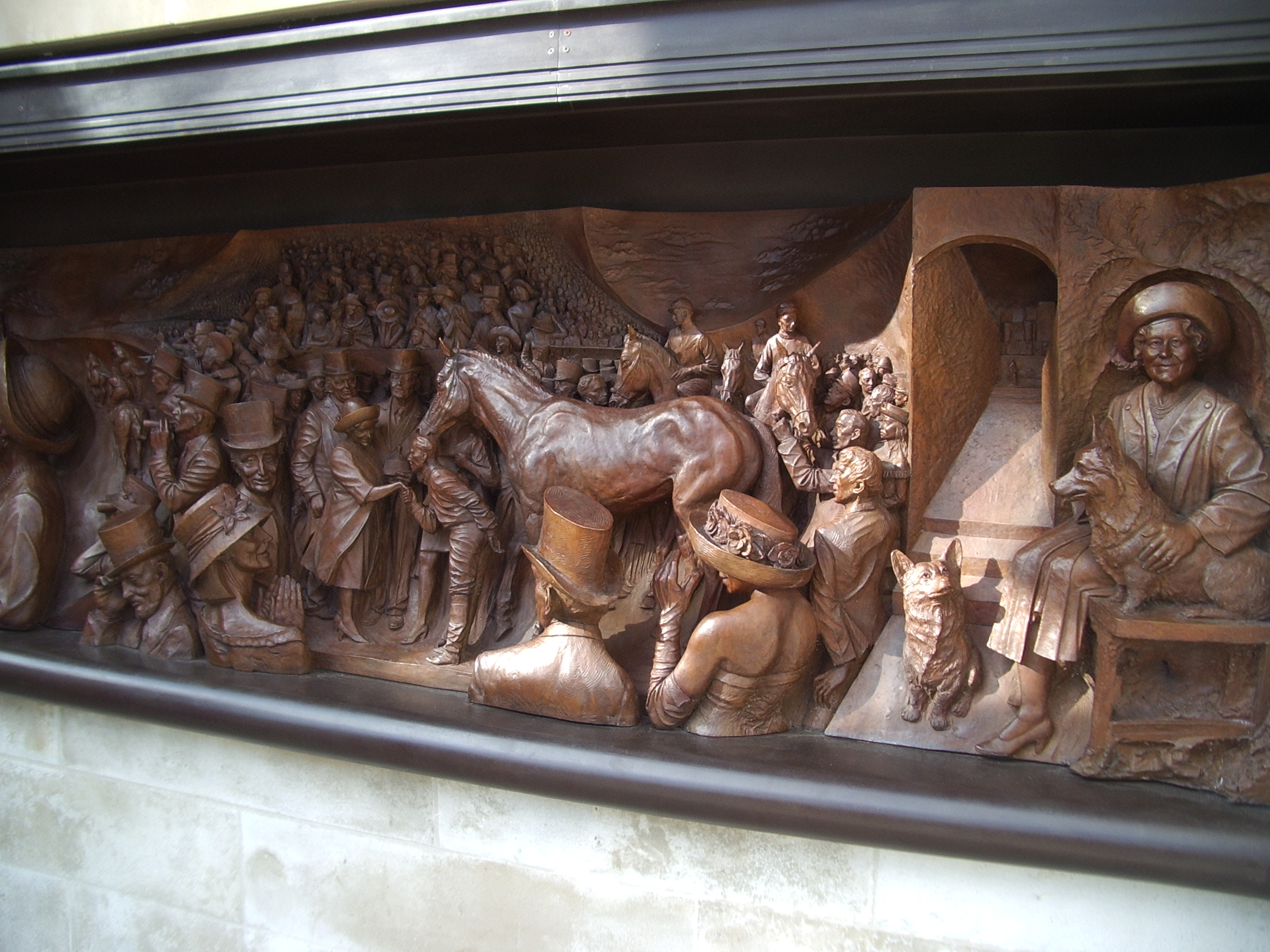
Il memoriale in bronzo di Elizabeth Bowes-Lyon al Mall, creato da Paul Day, raffigura la Regina Madre con due corgi.

I corgi reali sono stati i cani di razza welsh corgi pembroke posseduti dalla regina Elisabetta II del Regno Unito e dai genitori, Giorgio VI del Regno Unito e Elizabeth Bowes-Lyon.
Nel 2007, Elisabetta II possedeva cinque corgi (Monty, Emma, Linnet, Willow e Holly), cinque cocker spaniel (Bisto, Oxo, Flash, Spick e Span) e quattro dorgi (incrocio tra dachshund e corgi): Cider, Berry, Vulcan e Candy. Monty, Willow e Holly apparvero durante la cerimonia di apertura delle Olimpiadi 2012, in uno sketch in cui Daniel Craig (nei panni di James Bond) arrivò a Buckingham Palace per scortare la Regina all'evento. Monty apparteneva in precedenza alla Regina Madre e morì nel settembre 2012.
Nel 2015 è stato riferito che la Regina avrebbe smesso di allevare corgi per non lasciarli soli dopo la propria morte. Il suo ultimo corgi, Willow, morì nell'aprile del 2018. Nel dicembre 2020 Vulcan, uno dei due dorgi insieme a Candy, morì all'età di tredici anni.
In occasione del Giubileo d'oro di Elisabetta II la corona commemorativa ha raffigurato la Regina con un corgi.

## Storia
Elisabetta II è stata un'amante dei corgi da quando era bambina, quando si innamorò dei corgi dei figli di Thomas Thynne, V marchese di Bath. Giorgio VI portò a casa Dookie, il primo, nel 1933. Nello stesso periodo Jane era l'altro corgi preferito.
Elizabeth Bowes-Lyon introdusse un protocollo per i cani: ognuno doveva avere il proprio cesto di vimini, sollevato dal pavimento per evitare correnti d'aria. I pasti venivano serviti a ciascun cane nel proprio piatto, la dieta era approvata da esperti veterinari, senza bocconcini provenienti dalla tavola reale. Al mattino venivano serviti biscotti per cani a base di carne, mentre il pasto del tardo pomeriggio consisteva in cibo per cani umido. Inoltre, venivano distribuiti biscotti extra come premi e festeggiamenti.
Crackers (24 dicembre 1939, Windsor – novembre 1953) fu uno dei corgi della Regina Madre, accompagnandola quasi sempre; si ritirò assieme a lei al Castello di Mey in Scozia. Nel 1944 Elisabetta ebbe Susan come regalo per il suo diciottesimo compleanno; Susan accompagnò l'allora Principessa reale durante la sua luna di miele nel 1947. I corgi posseduti dalla Regina discendono da Susan.
Elisabetta II ha posseduto oltre trenta corgi dalla sua incoronazione nel 1952.
Durante la visita di Elisabetta e Filippo di Edimburgo a Grand Cayman nel 1983, le furono donate sculture in corallo nero, raffiguranti un corgi e un cavallo, realizzate da Bernard Passman.
Sugar, figlia di Susan, era stata il cane con cui crebbero il principe Carlo e la principessa Anna. Nel 1955 i suoi figli, Whisky e Sherry, furono donati ai suoi figli da Elisabetta II come regalo di Natale. Sugar comparve con la famiglia reale sulla copertina del The Australian Women's Weekly il 10 giugno 1959. Honey, gemello di Sugar, appartenne alla Regina Madre; si intratteneva in svaghi pomeridiani con Johnny e Pippin, corgi della principessa Margaret, durante la sua permanenza a Buckingham Palace. Heather, madre di Tiny, Bushy, e Foxy (padre di Brush), nacque nel 1962 e fu la preferita della Regina.
I corgi conducevano una vita privilegiata a Buckingham Palace: risiedevano in una stanza su misura, nota come Stanza dei Corgi, e dormivano in cestini di vimini sopraelevati, avevano un ampio menù a palazzo che comprendeva coniglio e manzo freschi, serviti da uno chef gourmet  e a Natale la Regina cuciva per loro calze piene di giocattoli e prelibatezze come biscotti. Nel 1999, uno dei domestici reali fu licenziato per aver "versato bevande alcoliche nel cibo e nell'acqua dei corgi", osservandoli mentre "barcollavano".
Monty, chiamato così in onore di Monty Roberts apparteneva alla Regina Madre e morì nel settembre 2012.
Nel novembre 2012 Elisabetta II possedette due corgi, Willow e Holly, e due dorgis, Candy e Vulcan. Nel luglio 2015 la Regina decise di non allevare più altri corgi, perché non desidera che qualcuno le sopravviva in caso di morte. Monty Roberts stesso la esortò ad allevare altri corgi nel 2012, ma lei affermò che "non voleva lasciare indietro nessun giovane cane" e voleva porre fine alla pratica.
Dall'aprile 2018, con la morte di Willow, la Regina non possiede più corgi. Solo un dorgi, Candy, è ancora vivo.
I cani della Regina sono stati seppelliti nella tenuta di Sandringham, Norfolk, oppure come da tradizione nell'ultimo luogo in cui vissero. Nel parco di Sandringham vi è un cimitero per animali inaugurato dalla Regina Vittoria dopo la morte del suo collie Noble, morto nel 1887. Nel 1959, Elisabetta II seppellì lì Susan, riportando in uso il cimitero. Monty venne seppellito al Castello di Balmoral.

## Controversie
In varie occasioni, Elisabetta II e il suo staff vennero feriti dai corgi. Per esempio, nel 1954, il Royal Clockwinder, Leonard Hubbard, venne morso da Susan alla Royal Lodge di Windsor. Lo stesso anno uno dei corgi aggredì un poliziotto a Londra.
Nel 1968, il politico inglese Peter Doig chiese al Parlamento Inglese di ordinare alla Regina di apporre un cartello "Beware of the dog" (Attenti al cane) al Castello di Balmoral dopo che uno dei corgi morse il postino. Nel febbraio 1989, la famiglia reale assunse un educatore cinofilo per domare i cani.
"E nel 1989, il cane della Regina Madre, Ranger, guidò un branco di corgi che attaccarono e uccisero l'amato corgi della Regina, Chipper" Nel marzo del 1991, la regina fu morsa dopo aver tentato di fermare un combattimento tra una decina di suoi corgi, procurandosi una ferita alla mano sinistra che fu medicata con tre punti. John Collins, autista della Regina Madre, dovette fare un'iniezione di antitetanica a causa del suo tentativo di intervenire.
Nel 2003 Pharos, discendente di decima generazione di Susan, fu soppressa dopo essere stata assalita da Dottie, bull terrier inglese della principessa Anna, giunta a Sandringham per visitare sua madre per Natale. All'arrivo di Anna i corgi della Regina si precipitarono dalla scalinata per salutare la principessa. Dottie si lanciò su Pharos ferendone gravemente le zampe posteriori e procurando fratture importanti.

## Influenza
I corgi reali sono conosciuti in tutto il mondo e sono state dedicate loro statue e opere d'arte e, a causa della passione della Regina per loro, un crescente numero di corgi sfilarono nel 1954 durante il West Australian Canine Association's Royal Show. La moneta commemorativa KM# 1135, da 33 mm realizzata in rame e nichel, coniata in occasione Giubileo d'oro di Elisabetta II, raffigura la Regina con un corgi.